# Saint-Marcel-Bel-Accueil
Saint-Marcel-Bel-Accueil là một xã thuộc tỉnh Isère, vùng Rhône-Alpes, đông nam nước Pháp.